# يونس الظفري
أَبُو مُحَمَّدٍ يُوْنُسُ بْنُ مُحَمَّدٍ بْنُ أَنَسٍ الظَّفَرِيُّ من الأنصار، ثم من الأَوس، وأمّه مُسْلِمَةُ بنت مُسَافع بنِ عَمِيرَةَ، مِنْ بني دُهْمَانِ. توفي سنة ست وخمسين ومائة في خلافة أبي جعفر وهو يومئذٍ ابن خمس وثمانين سنة.

## صحبته لرسول الله
حَدَّثَنَا دُحَيْمٌ ، نا ابْنُ أَبِي فُدَيْكٍ ، نا إِدْرِيسُ بْنُ مُحَمَّدِ بْنِ يُونُسَ أَبُو مُحَمَّدٍ الظَّفَرِيُّ ، عَنْ جَدِّهِ ، يُونُسَ عَنْ أَبِيهِ ، أَنَّهُ حَضَرَ مَعَ رَسُولِ اللَّهِ صَلَّى اللَّهُ عَلَيْهِ وَسَلَّمَ حَجَّةَ الْوَدَاعِ وَهُوَ ابْنُ عِشْرِينَ سَنَةً وَلَهُ ذُؤَابَةٌ

## روايته للحديث
روى ابن أبي فديك، عن إدريس بن محمد بن يونس الظَّفَري، عن أبيه، عن جدّه: أنَّ النبَّي محمد قال: جزّوا الشَّوَارِبَ.(1)

## أبناءه
وَلَدَ يونسُ بن محمد: محمدًا، ويوسفَ، وداود، وموسى؛ وهو سخير، وهارونَ؛ وهو حجير، وحمادًا؛ وأمّهم أم الربيع بنت عُثَيْم بن مُسَاِفع الجُهني، ويعدّ يونس في أَهل المدينة.

## الهوامش
- 1. قال العلائي: هذا وهم، والصَّواب: إدريس بن محمد بن يونس بن أنس بن فَضَالة، عن أبيه، عن جدّه يونس، عن أبيه محمد بن أنس بن فَضالة؛ قال: وقد أخرجه ابن منده على الصّواب في ترجمة محمد بن أنس، وذكر ابن حجر العسقلاني: أنَّ ابْنَ أبي عاصم عقد لأبي يونس هذا ترجمةً، وأخرج من هذا الطَّريق عن إدريس بن محمد بن يونس، عن جدّه يونس، عن أبيه: أنه حضر حجةَ الوداعِ، وهو ابنُ عشرين سنة، وهذا مما يقوِّي اعتراض العلائيّ.